# Zuidelijke citroenkorst
De zuidelijke citroenkorst (Kuettlingeria albolutescens) is een korstmos uit de familie Teloschistaceae. Hij leeft als steenbewoner in mutualistische symbiose met de alg Pseudotrebouxia. Hij komt voor op baksteen, beton van oude muren en bestrating. Het vaakst op oude vestingwerken en kastelen.

## Kenmerken
De zuidelijke citroenkorst heeft een niet duidelijk begrensde thallus die grijswit van kleur is. De soralen zijn kenmerkend blauwgrijs van kleur. De apothecia zijn rood met een blekere rand en doorgaans aanwezig.
Het thallus kleurt met K+ blauwig en de apothecia kleuren rood.

## Verspreiding
In Nederland komt hij zeldzaam voor en het meest in Limburg. Hij staat niet op de rode lijst en is niet bedreigd.